# Christiaan Hendrik Persoon
Christiaan Hendrik Persoon, född 1 februari 1761 i Kapstaden, död 16 november 1836 i Paris, var en nederländsk botaniker.
Persoon studerade medicin och naturvetenskaper i Leiden och Göttingen. Han praktiserade därefter som läkare i Tyskland och från 1802 i Paris. Främst ägnade han sig dock åt botanisk forskning, främst mykologi, och grundlade de högre svamparnas kännedom genom flera framstående verk. Han utgav även två allmänt deskriptiva arbeten av stor noggrannhet, vilka omfattar samtliga då kända arter. Han blev korresponderande ledamot av Vetenskapsakademien i Stockholm 1815.
Auktorsnamnet Pers. kan användas för Christiaan Hendrik Persoon i samband med ett vetenskapligt namn inom botaniken; se Wikipediaartiklar som länkar till auktorsnamnet.